# Gerhard Mensch (Wirtschaftswissenschaftler)
Gerhard O. Mensch (* 12. November 1937 in Ummendorf (Börde); † 14. Januar 2021 in Fort Smith, Arkansas) war ein deutscher Wirtschaftswissenschaftler und Hochschullehrer für Wirtschaftswissenschaften in Deutschland und den USA. Er erhielt 1983 den Prognos-Preis für Innovationsökonomik und 1985 den Humboldt-Preis für angewandte Mathematik und Informatik von Innovationsprozessen. Als Forscher entwickelte Mensch Beiträge zur Innovationsforschung: Innovation Rating und Modelle der Innovationsprozesssteuerung und Innovationsfinanzierung, sowie zur Konjunkturforschung, insbesondere das Trend-Hand-Modell und das dynamische Schumpeter-Clock-Modell.

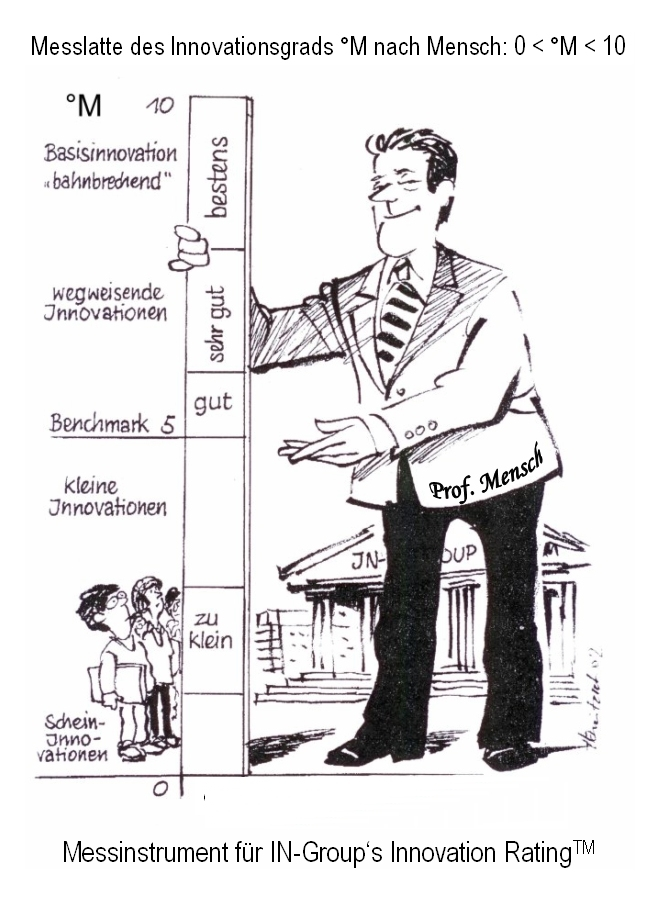
Messlatte des Innovationsgrads °M nach Mensch

## Leben
Mensch stammte aus einer Unternehmer-Familie (Phytopharmafabrik: Hellmann & Mensch OHG). Nach der Promotion in Bonn 1966 erhielt er eine Assistenz an der Stanford Graduate School of Business von 1966 bis 1967. Es folgte eine Junior-Professur am Berkeley Management Science Center. Von 1968 bis 1971 erhielt er eine Professur an der Tulane University New Orleans. Mensch beteiligte sich in den 1970er-Jahren am Aufbau des Wissenschaftszentrum Berlin für Sozialforschung (WZB) und war Leiter der Innovationsforschung im WZB. 1980 erhielt er eine Gastprofessur für Corporate Finance an der Harvard Business School, 1981–1986 folgte eine Professur für Management and Economics an der Case Western Reserve University, Cleveland, Ohio. 1986 gründete Mensch in München das International Institute of Industrial Innovations (4IN, Tochter von 3IN Investment in Innovation, London 1974, Boston 1984). Es folgten Lehrtätigkeiten in Deutschland, Österreich, Italien und den USA.
Wesentliches Werk von Gerhard Mensch ist sein Buch „Das technologische Patt“ mit dem Untertitel „Innovationen überwinden die Depression“ (1975; englische Ausgabe: „Stalemate in Technology: Innovations Overcome the Depression“, 1979). Die Kernaussage lautet: Basisinnovationen in der Realwirtschaft sind die Triebkräfte von Einkommen, Beschäftigung und Wohlstand und geeignet, wirtschaftliche Stagnation ohne Inflationsrisiko zu überwinden.

## Wissenschaftliche Aussagen
Gerhard Mensch entwickelte die strukturelle Instabilitätsanalyse von Märkten und Branchen. Sein Werk führte die Diskontinuitäts-Theorie des Ökonomen Joseph A. Schumpeter (1883–1950) fort und zeigt, wie ein Schub von diskontinuierlichen Innovationen Stagnationen und Krisen in der Vergangenheit überwunden hat. Spätere Arbeiten zeigten jeweils aktuelle Möglichkeiten auf.
Mensch ergänzte Schwächen und Lücken des Schumpeter'schen Modells, beispielsweise bei der Wissensentwicklung in Form von „Basisinnovationen“. So bezeichnete er grundlegende technologische Neuerungen mit industrieller Umsetzung. Basisinnovationen schaffen neue Wirtschaftszweige und Arbeitsplätze bzw. Einkommen. „Verbesserungsinnovationen“ dagegen entwickeln bestehende Aktivitätsfelder weiter oder verfeinern sie. Daneben sah er noch „Schein-Innovationen“, die keinen wirtschaftlichen Nutzen erbringen. Diese Unterscheidung trifft Mensch im Innovation Rating, sie soll als Grundlage für Innovationspolitik und Innovationsfinanzierung dienen.
Mensch schlussfolgerte, dass es Basisinnovationen sind, die den nächsten wirtschaftlichen Aufschwung einleiten. Bei der Darstellung des langfristigen Konjunkturverlaufes wandte er sich von Schumpeters rigider Vorstellung gleichförmiger Wellenbewegung ab und setzte an deren Stelle das „Trend-Hand-Modell“: In großen Krisen platzen die laufenden Trends und mehrere neue Trends starten auf einmal mit unterschiedlichen Tempi und Planungshorizonten. Dieses Modell wurde von Mensch auf der internationalen Schumpeter-Tagung 2009 in Trest, Schumpeters Geburtsort, vorgestellt. Er sah eine große Aktualität und praktische Bedeutung des Modells für die Finanz- und Wirtschaftsplanung des 21. Jahrhunderts.
Die Thesen von Mensch wurden von Wirtschaftswissenschaftlern, besonders Monetaristen der Quantitätstheorie, kontrovers diskutiert und führten zu einer erneuten Beschäftigung mit den Arbeiten Schumpeters. Eine Kritik an der Arbeit von Mensch ist, dass er die Zyklen bzw. Wechseltrends nicht erklärt, sondern schlicht voraussetzt und nur die Faktoren hervorhebt, die ihr Auftreten verstärken bzw. abschwächen sollen. Kritisch wird auch gesehen, dass der Blick in seinem Werk von 1975 eher rückwärts, hin zur Erfindung technischer Artefakte und zu Innovations-Schwärmen gewendet ist, und letztlich kaum in Richtung Diffusion von Innovationen gelenkt wird. Befürworter seiner Theorien dagegen sprechen von großer makroökonomischer Bedeutsamkeit: „The most important contribution to macroeconomic theory since John Maynard Keynes“ („Das technologische Patt“, World Press Review).
Fälschlicherweise wurde Mensch in der Debatte über Innovation und Stagflation die Ansicht zugeschrieben, wellenförmige oder fluktuierende Entwicklung sei eine Eigenschaft von Basisinnovationen, nicht aber des dahinter stehenden Stroms wissenschaftlichen Wissens. Wie seit langem beobachtet und in der neueren Wissenschafts- und Technikforschung qualitativ und quantitativ bestätigt, verläuft gerade auch die wissenschaftliche Entwicklung in Schüben. Es handelt sich dabei ebenso wenig um gleichförmige, einfach vorhersagbare Wellen wie bei den langwelligen Fluktuationen des Wirtschaftswachstums, aber die Dynamik des Wissenschaftswachstum steht in einem inversen Verhältnis zu ihnen, d. h. die Höhepunkte der Neuschöpfung technologischen und wissenschaftlichen Wissens liegen in den „Tälern“ ökonomischer Konjunkturen, und im Boom „schwächelt“ die technologisch-wissenschaftliche Wissenserzeugung – eine späte Bestätigung von ähnlichen Vermutungen Kondratieffs oder Schumpeters, denen Mensch folgte. Auch aus dieser Sicht plausibel sind damit die von Mensch konstatierten Schwärme von bloßen Scheininnovationen im Wirtschaftsboom.

## Publikationen

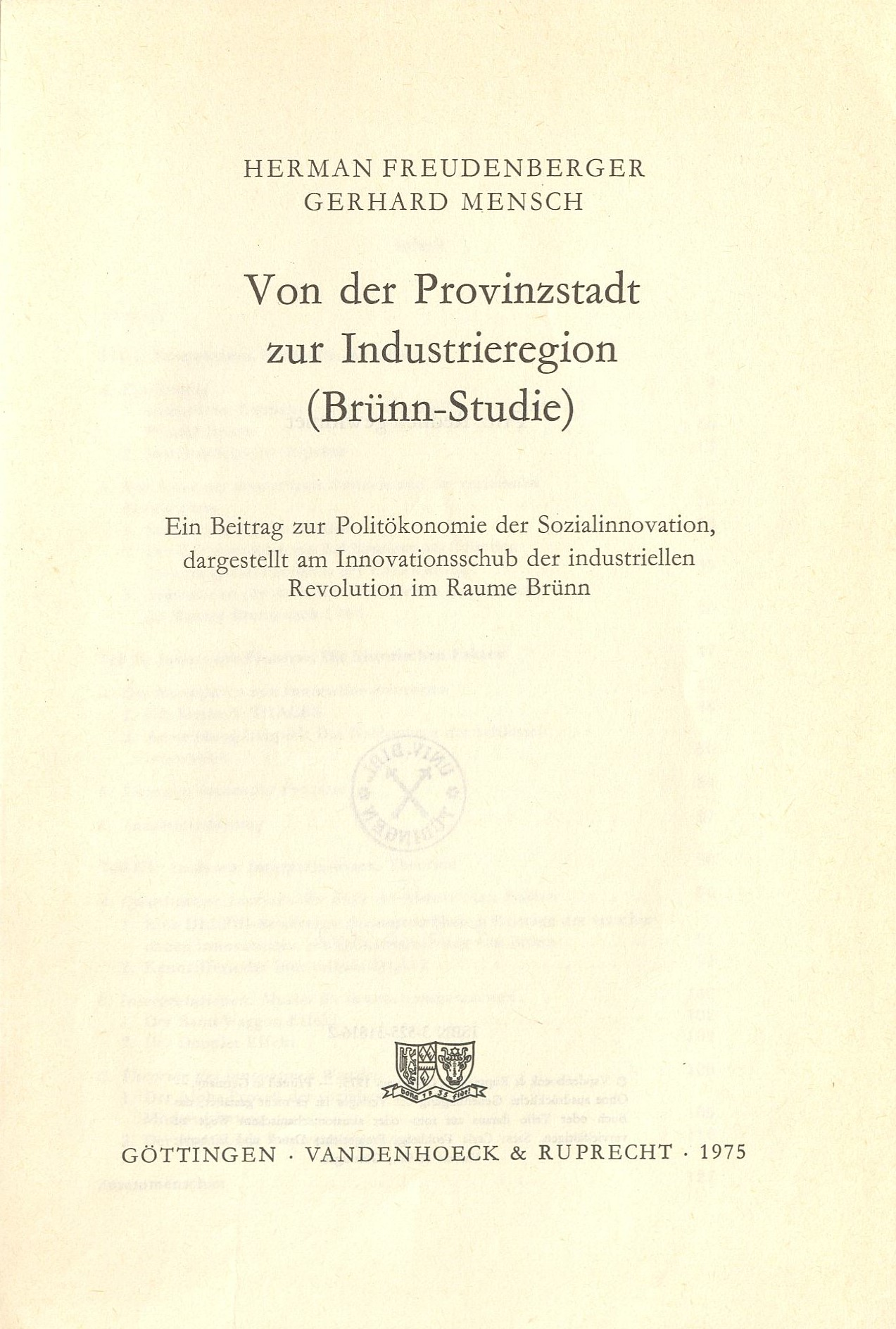
Brünn-Studie (1975)

- Das technologische Patt: Innovationen überwinden die Depression. Frankfurt a. M. 1975. englische Ausgabe (in USA): Stalemate in Technology: Innovations Overcome the Depression. Cambridge, Massachusetts, 1979.
- Zur Dynamik des technischen Fortschritts. In: Zeitschrift für Betriebswirtschaft 41 (1971), S. 295–314.
- Basisinnovationen und Verbesserungsinnovationen. In: Zeitschrift für Betriebswirtschaft 42 (1972), S. 291–297.
- Theory of Innovation. Berlin: International Institute of Management, Januar 1973.
- Gemischtwirtschaftliche Innovationspraxis: Alternative Organisationsformen der staatlichen Forschungs- und Technologiepolitik. Göttingen 1976 (Kommission für wirtschaftlichen und sozialen Wandel).
- mit Richard J. Niehaus (Hrsg.): Work, Organizations and Technological Change. (NATO Conference Series). Plenum 1982.
- mit Wolfgang Weidlich, Günter Haag: Short-Term Fluctuations in Industrie. Working Paper No. 58, Weatherhead School of Management, Case University, Cleveland, Ohio 1983.
- Gerhard Mensch et al.: The Schumpeter Clock. Ballinger 1984.
- mit Vasudevan Ramanujam: Improving the Strategy-Innovation Link. In: Journal of Product Innovation Management Vol. 2, 1985, No. 4, S. 213–223.
- mit Günter Haag, Wolfgang Weidlich: A macroeconomic potential describing structural change of the economy. In: Theory and Decision Vol. 19 (1985) No. 3, S. 279–299.
- mit Günter Haag, Wolfgang Weidlich: The Schumpeter Clock. Proc. of Invited Sessions on Economic Evolution and Structural Change, 5th International Conference on Mathematical Modelling at the University of California, Berkeley, USA, July 1985, 29-31.
- mit Vasudevan Ramanujam: A Diagnostic Tool for Identifying Disharmonies Within Corporate Innovation Networks. In: Journal of Product Innovation Management Vol. 3, 1986, No. 1, S. 19–31.
- Innovation Management in Diversified Corporations: Problems of Organization: Human Systems Management. In: The Journal of Science Policy and Research Management Vol. 2, 1987, No. 4, S. 487 (in Japanisch).
- mit Günter Haag, Wolfgang Weidlich: The Schumpeter Clock. A micro-macro model of economic change …, In: Technology and Productivity (von OECD) 1991.
- Technologie- und Innovationsmanagement in diversifizierten Unternehmen. In: Hinterhuber, H. H.: Die Zukunft der diversifizierten Unternehmen, München 2000, S. 185–200.
- If This Long Wave Steeps-up and Breaks: What Then?. In: T.C. Devezas (Editor): Kondratieff Waves, Warfare and World Security, NATO Advanced Science Congress, Lissboa 2006, IOS Press. 2006, S. 80–90.